# Arméchef
Arméchef (AC) är i Sverige den generalsperson som är främste företrädare och representant för försvarsgrenen Armén inom Försvarsmakten. 
Befattningen som arméchef infördes 1937, avskaffades 1994 och återinfördes i sin nuvarande form 2014.

## Historia
Före 1937 ansågs chefen för Generalstaben vara arméns högste företrädare, men han var formellt endast Konungens ställföreträdare i dennes egenskap som Krigsmaktens Högste Befälhavare. Befattningen som generalstabschef i fredstid inrättades 1873. Äldste general var ordförande i det särskilda beredningsorganet generalskommissionen. Under perioden 1889-1928 utsågs ofta statsrådet och chefen för Lantförsvarsdepartementet (krigsministern) att i kungens namn föra befälet över Krigsmakten till lands, dock endast om vederbörande var officer. År 1920 bildades Försvarsdepartementet och posten som försvarsminister.
I ursprunglig form infördes befattningen Chefen för armén (C A) tillsammans med Arméstaben 1937 efter försvarsbeslutet 1936 och var en egen myndighet under Kungl. Maj:t (efter 1975 regeringen). Arméchefen hade normalt graden generallöjtnant. Chefen för armén (C A) avskaffades både som myndighet och befattning den 30 juni 1994, då försvarsorganisationen i enlighet med försvarsbeslutet 1992 omorganiserades till att bli en myndighet, Försvarsmakten, med ÖB som dess chef.
Den 1 juli 1994 ersattes befattningen av Chefen för Arméledningen (fortfarande en generallöjtnant, men med ett mindre ansvarsområde), den 1 juli 1998 ersattes denna i sin tur med befattningen Generalinspektör för Armén, senare förkortat till Arméinspektör, och graden sänktes till generalmajor.
Den 1 januari 2014 återinfördes befattningen Arméchef, fast nu i kortform AC, inom Försvarsmakten. Befattningen har inte samma uppgift som innan 1994 utan har som uppgift att produktionsleda förbanden inom armén, och vara deras främste företrädare genom att omhänderta Försvarsmaktens traditioner.

## Lista över befattningshavare

### Chefer för armén (C A) (1936–1994)
| Nr |  | Chef för Armén                         | Tillträdde | Avgick |
| -- |  | -------------------------------------- | ---------- | ------ |
| 1  |  | Generallöjtnant Oscar Nygren           | 1936       | 1937   |
| 2  |  | Generallöjtnant Per Sylvan             | 1937       | 1940   |
| 3  |  | Generallöjtnant Ivar Holmquist         | 1940       | 1944   |
| 4  |  | Generallöjtnant Archibald Douglas      | 1944       | 1948   |
| 5  |  | Generallöjtnant Carl August Ehrensvärd | 1948       | 1957   |
| 6  |  | Generallöjtnant Thord C:son Bonde      | 1957       | 1963   |
| 7  |  | Generallöjtnant Curt Göransson         | 1963       | 1969   |
| 8  |  | Generallöjtnant Carl Eric Almgren      | 1969       | 1976   |
| 9  |  | Generallöjtnant Nils Sköld             | 1976       | 1984   |
| 10 |  | Generallöjtnant Erik Bengtsson         | 1984       | 1990   |
| 11 |  | Generallöjtnant Åke Sagrén             | 1990       | 1994   |

### Chef för arméledningen (1994–1998)
| Nr |  | Chef för Arméledningen       | Tillträdde | Avgick |
| -- |  | ---------------------------- | ---------- | ------ |
| 11 |  | Generallöjtnant Åke Sagrén   | 1994       | 1996   |
| 12 |  | Generallöjtnant Mertil Melin | 1996       | 1998   |

### Generalinspektör för armén (1998–2003)
| Nr |  | Generalinspektör            | Tillträdde  | Avgick       |
| -- |  | --------------------------- | ----------- | ------------ |
| 13 |  | Generalmajor Paul Degerlund | 1 juli 1998 | 30 juni 2000 |
| 14 |  | Generalmajor Alf Sandqvist  | 1 juli 2000 | 2003         |

### Arméinspektör (2003–2014)
| Nr |  | Arméinspektör                  | Tillträdde        | Avgick            |
| -- |  | ------------------------------ | ----------------- | ----------------- |
| 14 |  | Generalmajor Alf Sandqvist     | 2003              | 2005              |
| 15 |  | Generalmajor Sverker Göranson  | 2005              | 2007              |
| 16 |  | Generalmajor Berndt Grundevik  | 13 december 2007  | 13 september 2012 |
| 17 |  | Generalmajor Anders Brännström | 13 september 2012 | 31 december 2013  |

### Arméchef (2014–nu)
| Nr |  | Arméchef                        | Tillträdde     | Avgick      |
| -- |  | ------------------------------- | -------------- | ----------- |
| 17 |  | Generalmajor Anders Brännström  | 1 januari 2014 | 1 juni 2016 |
| 18 |  | Generalmajor Karl Engelbrektson | 1 juni 2016    | 1 juli 2023 |
| 19 |  | Generalmajor Jonny Lindfors     | 18 juni 2023   | –           |